# Bàrbara Duran Bordoy
Bàrbara Duran Bordoy (Manacor, 11 de març de 1963) és una musicòloga, música, professora i escriptora manacorina. És pianista i flautista de bec, i membre del grup Polissonia, dedicat a la difusió de la música catalana de l'Edat Mitjana i música hispànica del Renaixement. També ha seguit estudis d'orgue.
Llicenciada en Història i Ciències de la Música per la Universitat de La Rioja, obtingué els títols superiors en Piano i Solfeig, Repentització i Transport al Conservatori de València; a més dels estudis de flauta de bec al Trinity College of London. Màster en Gestió Cultural per la UOC, és doctora per la Universitat Autònoma de Barcelona, amb la tesi El cant dels Salers i Quintos a la Mallorca contemporània (2018).

Des del 2003 al 2014 fou professora del Conservatori Superior de les Illes Balears en les especialitats de Pedagogia i Musicologia. Des del 1992 a l'actualitat ha exercit la docència com a professora de Secundària i Batxillerat en l'especialitat de Música.
Durant els seus anys d'estudi fou alumna de piano de Joan Moll, Greville Rothon i Ruth Nye i estudià pedagogia musical amb Jacques Chapuis. Fou alumna de flauta de bec de Romà Escalas i Llimona i de composició amb Xavier Carbonell. Ha seguit cursos de formacio del professorat a les universitats d'Oxford, Edinburg, Kent i East Anglia. És una de les gestores de la darrera fase de restauració de l'orgue del Convent de Sant Vicenç Ferrer de Manacor.
És autora dels llibres 75 music lessons, Ca'n Titoc, Voleu sales? Pervivència i recuperació del cant de salers i quintos al Llevant, Migjorn i Pla de Mallorca (2015); Posseïts pel dimoni. La festa de Sant Antoni des de la música rave i trance (2017); Música per a un crim. La balada de Jordi Roca i sa madona des Caparó (2017), finalista del premi Font i Roig 2017. Ha publicat també com a coordinadora i escriptora els volums Paisatge i conflicte social: coves, refugis i trinxeres (2019) i XX Segles de Música a Manacor (2020) 
El 2018, va obtenir el premi Alexandre Ballester per l'obra Vaig veure John Lennon. Històries del Maharishi Mahesh Iogui, música i músics a la Mallorca dels anys 70, llibre on explica les seves investigacions sobre la presència durant dos anys del 'beatle' i la seva segona dona, Yoko Ono, a la costa est de l'illa de Mallorca. El 2019, va guanyar el Premi Ciutat de Manacor d'assaig per Deixem lo dol. Goigs i músiques de Pasqua als inicis del tercer mil·lenni. El 2020 guanya el premi Font i Roig per unanimitat amb l'obra Les cantadores de Maria de la Salut. La seva obra Unes cantades de veus fresques a la plaça. Dones algaidines a l'Obra del Cançoner Popular de Catalunya rep el Premi Castellitx d'Investigació l'abril del 2022
A finals del 2024 rep el Premi Mallorca d'Assaig en llengua catalana per l'obra Cant i treball a Mallorca, que recupera la memòria de la missió de l'Obra del Cançoner Popular de Catalunya el 1932 a partir dels materials guardats per la biblioteca Bartolomé March de Ciutat de Mallorca. Aquesta obra presenta una aproximació al treball femení a partir de les dades i fotografies recollides per Baltasar Samper, que esdevenen un petit cens laboral de l'època.